# Грант (Оклахома)
Грант (енгл. Grant) насељено је место без административног статуса у америчкој савезној држави Оклахома.

## Демографија
По попису из 2010. године број становника је 289.
| Група             | 2000.    | 2010.       |
| Белци             | 0 (0,0%) | 158 (54,7%) |
| Афроамериканци    | 0 (0,0%) | 69 (23,9%)  |
| Азијати           | 0 (0,0%) | 0 (0,0%)    |
| Хиспаноамериканци | 0 (0,0%) | 11 (3,8%)   |
| Укупно            | 0        | 289         |